# Idiostatus
Idiostatus is een geslacht van rechtvleugeligen uit de familie sabelsprinkhanen (Tettigoniidae). De wetenschappelijke naam van dit geslacht is voor het eerst geldig gepubliceerd in 1888 door Pictet.

## Soorten
Het geslacht Idiostatus omvat de volgende soorten:
- Idiostatus aberrans Rentz, 1973
- Idiostatus aequalis Scudder, 1899
- Idiostatus apollo Rentz, 1973
- Idiostatus bechteli Rentz, 1973
- Idiostatus birchimi Rentz, 1973
- Idiostatus californicus Pictet, 1888
- Idiostatus callimerus Rehn & Hebard, 1920
- Idiostatus chewaucan Rentz & Lightfoot, 1976
- Idiostatus elegans Caudell, 1907
- Idiostatus fuscopunctatus Scudder, 1899
- Idiostatus fuscus Caudell, 1934
- Idiostatus goedeni Rentz, 1978
- Idiostatus gurneyi Rentz, 1973
- Idiostatus hermannii Thomas, 1875
- Idiostatus inermis Scudder, 1899
- Idiostatus inermoides Rentz, 1973
- Idiostatus inyo Rehn & Hebard, 1920
- Idiostatus kathleenae Rentz, 1973
- Idiostatus magnificus Hebard, 1934
- Idiostatus major Caudell, 1934
- Idiostatus martinellii Rentz, 1973
- Idiostatus middlekauffi Rentz, 1973
- Idiostatus rehni Caudell, 1907
- Idiostatus variegatus Caudell, 1907
- Idiostatus viridis Rentz, 1973
- Idiostatus wymorei Caudell, 1934